# 6060 Doudleby
A 6060 Doudleby (ideiglenes jelöléssel 1980 DX) a Naprendszer kisbolygóövében található aszteroida. Antonín Mrkos fedezte fel 1980. február 19-én.